# Mapocho Pedaleable
Mapocho Pedaleable es un proyecto de la ciudad de Santiago en Chile que contempla la construcción dentro del lecho en su ribera sur de una senda multipropósito pavimentada con 4,3 kilómetros de longitud y cinco accesos, para descender desde la calle La Concepción en la comuna de Providencia hasta el Parque de Los Reyes en la de Santiago. Fue anunciado en 2017 y su inauguración está estimada para 2022. Estará sobre la Autopista Costanera Norte y paralelo a los parques Forestal, Balmaceda y Uruguay.

## Historia

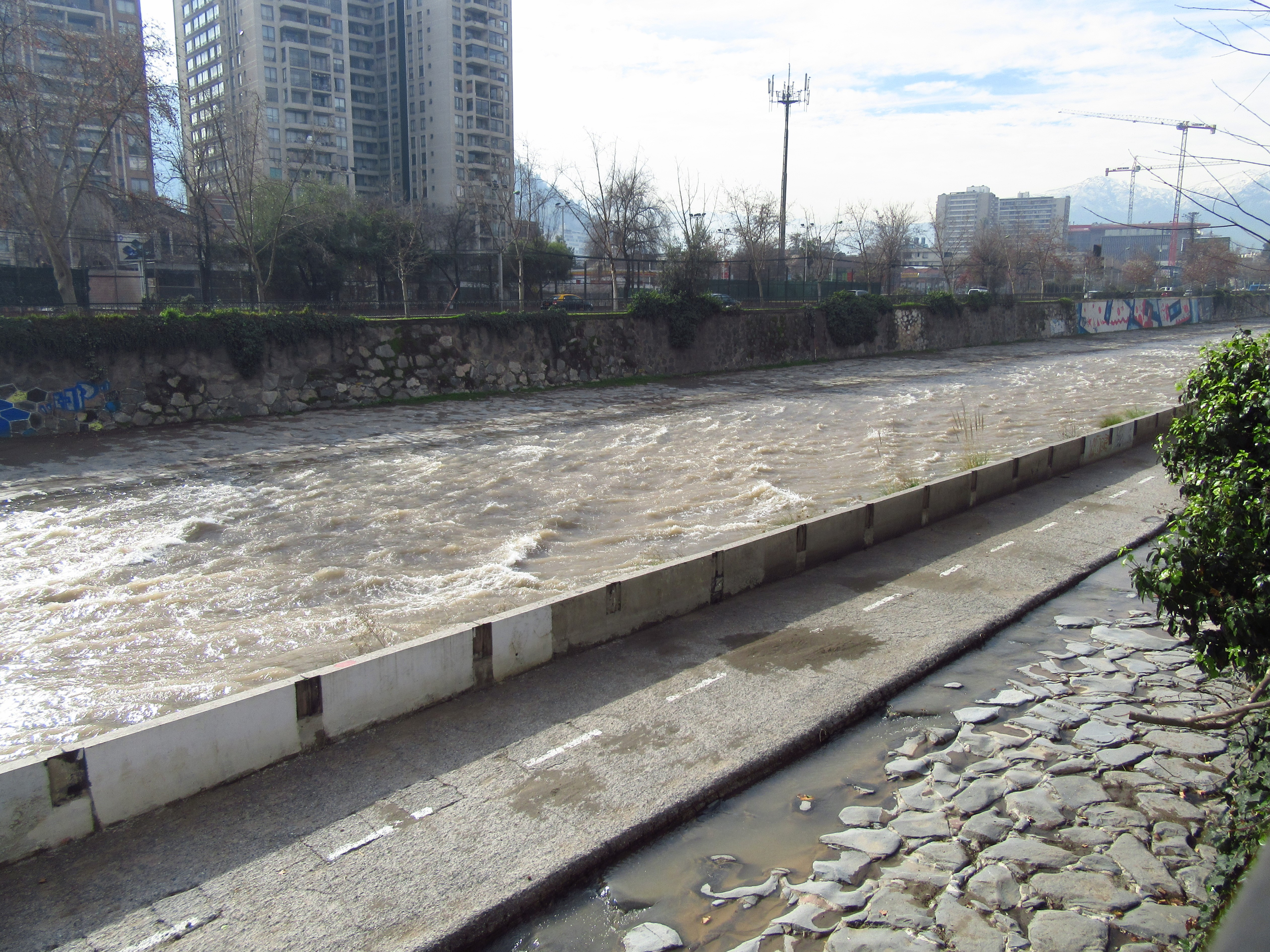
La ribera sur en 2017.

En 2010 fue inaugurado el proyecto Mapocho Urbano Limpio, con el cual el río fue liberado de la descarga de más de 4500 litros por segundo de aguas residuales, hedor y ser fuente de enfermedades, redirigiendo los 21 puntos de vertimiento hacia un colector subterráneo paralelo al cauce. Debido a eso, en 2011 la organización Pedaleable presentó el proyecto Mapocho Pedaleable, que consistía en acondicionar el tramo canalizado en la ribera sur del río con una ciclovía y un paseo continuo de siete kilómetros de largo y cuatro metros de ancho cada uno, en las comunas de Santiago y Providencia. Estaría separado del cauce por un muro de cemento de 80 centímetros de alto y tendría iluminación nocturna. La ciclovía sería de hormigón fino y color rojo, siendo la primera exprés de la capital y una alternativa al colindante Cicloparque Mapocho 42K. El paseo, con uno más rugoso para peatones, asientos y para realizar actividades. Fue propuesta la instalación de una serie de accesos con estructura de acero, que contuviesen una rampa levadiza. En caso de una crecida importante, la rampas serían plegadas y vueltas a abrir cuando bajasen las aguas.
Fue anunciado en 2017, pero el proyecto fue congelado en 2018. Al año siguiente se presentó un proyecto similar denominado Paseo Urbano Fluvial Lecho Río Mapocho. En el año 2021 el gobernador Claudio Orrego anunció la rehabilitación provisoria del proyecto Mapocho Pedaleable.